# 外岡えりか
外岡 えりか（とのおか えりか、1991年〈平成3年〉6月11日 - ）は、日本の女優、タレント。神奈川県出身。法政大学卒業。ウォークゼロ所属。
元「アイドリング!!!」の創設メンバー。

## 略歴

### アイドリング!!!時代（2006年 - 2015年）
中学2年生の時、母親と訪れた渋谷でスカウトされ芸能界入り。芸能事務所「ボックスコーポレーション」に所属する。
2006年10月、レギュラー番組『アイドリング!!!』から女性アイドルグループ「アイドリング!!!」が発足、メンバー6号として活動を開始。
2007年
2007年から2009年まで、日本マクドナルドのCMに出演。
6月、『愛すべき人』でドラマデビュー。
8月、『週刊ヤングサンデー』のグラビアアイドル企画『YS乙女学院』のメンバーに選出される。
11月、1st写真集『ひまわり』を刊行。
2008年
5月、1stDVD『はじまり』をリリース。
9月、2ndDVD『Refreshing』をリリース。
10月、『鉄道むすめ〜Girls be ambitious!〜』でドラマ初主演。
2009年
2月、3rdDVD『トノトノSmile』をリリース。
4月、2nd写真集『I am Seventeen』を刊行。
11月、初出演・初主演した映画『あばしり一家 THE MOVIE』が公開。
2010年
3月、自己推薦入試による法政大学合格が報じられた。
4月、主演舞台『桃色書店へようこそ』を上演。4thDVD『Bathroomから愛をこめて』をリリース。
7月、テレビドラマ『明日の光をつかめ』にレギュラー出演。
9月、バラエティ番組『BOX TV』にレギュラー出演。主演映画『Re:Play-Girls リプレイガールズ』が公開。
2011年
4月、テレビドラマ『マルモのおきて』にレギュラー出演。
5月、出演映画『コネコノキモチ』が公開。
7月、テレビドラマ『明日の光をつかめ2』にレギュラー出演。
9月、主演舞台『ゴジラ』が上演。
2012年
SMBCコンシューマーファイナンス・プロミスのCMに夏樹役として出演。
3月、テレビドラマ『恋なんて贅沢が私に落ちてくるのだろうか?』にレギュラー出演。
2013年
2月、テレビドラマ『アイドルマン』に出演。
6月、主演舞台『レプリカ』が上演。
10月、主演舞台『LIVING ADV「STEINS;GATE」』が上演。
2014年
3月、法政大学キャリアデザイン学部を卒業。スペシャルドラマ『産科医・和泉凛〜生と死のカルテ〜』に出演。
4月、主演舞台『ユキサキ』が上演。『Honda Cars』のTVCMに出演。
6月、アイドリング!!!定期ライブにて「外岡えりかプロデュース公演」を開催する。主演映画『心が君を、探してる。』が公開。
7月、冠番組『外岡えりか プレミアム放送』を開始。
10月、約4年半ぶりの5thイメージDVD『わたしの目はあなただけを見つめる』をリリース。
2015年 アイドリング!!!卒業
5月、主演オリジナルビデオ『KOWABANA 憑神の館』がリリース。出演映画『原宿デニール』が公開。約6年振りの3rd写真集『TOKYO INCIDENT vol.2』を刊行。
8月、6thDVD『NEW STYLE』をリリース。
10月、トークイベント『ほっぽう スクール』スペシャルサポーターに就任。
10月31日、結成から在籍していたアイドリング!!!を卒業。

### 女優活動 以降（2015年 - ）
12月、舞台『兵隊日記 ツムグ』が上演。
2016年
5月、再演舞台『読モの掟！ 2016』で、アイドリング!!!の同僚だった酒井瞳と共演。
6月、ヒロイン役舞台『明るいお葬式』が上演。
8月、舞台『歩いてみやがれ！』で、アイドリング!!!の同僚だった河村唯と共演。
9月、出演再演舞台『MOON&DAY〜うちのタマ知りませんか？〜』が上演。
12月、ドラマ『リテイク 時をかける想い』にゲスト出演し、かつてのアイドリング!!!の同僚・森田涼花と4年半ぶりに共演。
2017年
1月、出演舞台『パル子の激情』が上演。
3月、水木しげる追悼公演『ゲゲゲの鬼太郎 〜十万億土の祈り唄〜』に出演。
4月、出演舞台『MOON&DAY〜うちのタマ知りませんか？〜』とコラボした人狼ゲーム舞台に初参加。
8月、三越劇場 出演舞台『壁蝨』が上演。
12月、ラサール石井演出の出演ミュージカル『HEADS UP!』が開幕。
2018年
3月、出演ミュージカル『HEADS UP!』が、東京本公演で大千秋楽を迎え閉幕。
7月、出演再演舞台『信長の野暮』が上演。
9月、開沼豊演出舞台『LDKミディアム2』に出演。
2019年
2月、音楽番組『ザ・カセットテープ・ミュージック』にレギュラー出演開始。
5月、ヒロインで出演の再演舞台『バンブー・サマー』が上演。
8月、大型アイドルイベント『TOKYO IDOL FESTIVAL』の10周年企画として「アイドリング!!!」が1日限りの復活を果たし、4年ぶりに参加。
11月、末日をもって所属事務所ボックスコーポレーションを退所。しばらくはフリーで活動（TeamIKUKOが協力し業務窓口を担当）。
2020年
2月、舞台『MONSTER LIVE シーズン2』に出演。
10月、古巣アイドリング!!!最後の同窓会番組『バカリズム特番』に参加。
11月、公式サイトおよびオフィシャルファンクラブを開設。
2021年
4月、芸能事務所「ウォークゼロ」に所属。
6月、開沼豊演出舞台『観劇者』に出演。
10月、FNS九州のドキュメンタリードラマ『結びの糸・原田 茂 〜洋装への扉を開いた火の国の女〜』に出演。
2022年・2023年
2022年5月、舞台『観劇者』を再演。
2023年2月、舞台『あの春の約束を歩き出す君のために2023』に出演。
6月、舞台『act over』に出演。
7月、出演映画『バラシファイト』が公開。
2025年
8月、『TOKYO IDOL FESTIVAL 2025』にてTIF15周年および全員卒業から10年の節目を記念してアイドリング!!!が1日限りの復活をし参加した。

## 人物
特技は、和太鼓・サッカー・フットサル・ハードル。趣味は、映画鑑賞・スケート・ボウリング・洋楽。家には多数のディズニーグッズがあり、お気に入りはダッフィー。頻繁にディズニーランドやディズニーシーへ通うくらいの大ファン。
目標とする女優は、篠原涼子、満島ひかり など。
アイドリング!!!加入以前は外岡枝里香名義で活動していた。名字の読みは「とのおか」であるが、初対面の相手には高確率（約97%）で「そとおか」と読み間違えられるとブログで語っている。
- 学歴

中学校では陸上部に所属し、当初短距離の専攻だったが、ハードルに転向した。学業では文武両道を貫き、通信簿はオール5を目指していた。法政大学キャリアデザイン学部に進学し、2014年3月に卒業した。

### エピソード
学生時代からの特技に和太鼓があり、レギュラー出演していた『アイドリング!!!』のオーディションで"エアー和太鼓"を披露している。同グループのラストライブなどでも実演経験がある。
ドラマ『明日の光をつかめ』の役作りの為、19歳で初めて茶髪にした（なお、撮影終了後黒髪に戻している）。その時期、周りから「ハーフっぽいね」と言われることが多くなったという。
- グラビア関連

2009年に発表された「月刊アイドルDVD・売上げTOP10」で、3rdDVD「トノトノSmile」が第1位、遠藤舞の「まいぷるモード」は第2位を記録し、アイドリング!!!メンバー2人がワンツーフィニッシュを飾った。2nd写真集「I am Seventeen」も「月刊アイドル写真集・売上げTOP10」で第1位になり、二冠を達成した。
2010年までコンスタントにイメージDVDをリリースしていたが、そこから長期間途切れていた。2014年に4年半振りの5hDVDがリリースされ、自身も「まさか、また出させていただけるとは」と、驚きと嬉しさを語っていた。写真集に関しても同様で、2015年約6年振りに3rd写真集を刊行した。

### アイドリング!!!関連
- 1期生

アイドリング!!!ナンバーは6号、イメージフラワーは「ひまわり」。なお、自身のファースト写真集のタイトルも『ひまわり』である。誕生記念のセレモニーなどでは、ファン達が主導して「ひまわり」をモチーフに祝福する事もある。歴代メンバーの内、加藤沙耶香・小泉瑠美・遠藤舞・江渡万里彩・滝口ミラ・谷澤恵里香・フォンチー・横山ルリカと同期であった。
- フロントマン

2009年3月、それまで事実上のリーダーであり、「“自称”リーダー」を名乗っていた加藤沙耶香がグループから卒業。それに伴い、加藤は正式なリーダーに遠藤舞を、2代目「“自称”リーダー」には外岡を指名した。正式なリーダーが存在したうえ、外岡も「自称リーダー」を主張する事はなかった為、外岡の肩書は早々に形骸化した。しかし、遠藤の卒業により正式なリーダーが不在となって以降は、実質的なフロントマンを務める事が多かった。
- 愛称

愛称は「とんちゃん」。当初は「とのちゃん」と呼ばれていたが、それが撥音便化して「とんちゃん」と呼ばれるようになり、アイドリング!!!内での公式な愛称となった。また、自身も一人称として使う場合もあった。ほか、レギュラー番組『アイドリング!!!』MCだったバカリズムは、生真面目な外岡を評して「ガチ岡」と呼ぶ事もあった。
- キャラクター / 容姿

長年楽曲のセンターなど中核を務め、グループに対しては特に情熱が深かった。加入当初はスポーティーなキャラであったが、徐々に愛らしいマドンナ的キャラに変化している。普段はクールな坦々とした口調でおっとりもしているが、向こう気の強さを垣間見せる事もある。下世話な会話が非常に苦手で、キョトンとした表情を見せたりダンマリする場合が多く、この様子が「キョトン顔」としてしばしば弄られた。照れ屋でもあり、羞恥心が高まると仲間に抱き付き、照れ隠しをしたりする場面もあった。
加入当初は体型がぽっちゃりしていて、自身と谷澤恵里香・フォンチーの3名で「ぽっちゃり同盟」と称していた。2009年春頃よりダイエットを行い、同年夏頃から細身に変化している。また、地肌が焼け易い体質で、美白化にも気を遣っている。
- メンバーとの関係

歴代メンバーの内、遠藤舞・長野せりな・伊藤祐奈・石田佳蓮・佐藤麗奈とは同じ事務所に所属。『週刊アスキー』2011年3月22・29日合併号では、遠藤・外岡・長野・伊藤の4人が「ハコイリムスメ」というユニット名で表紙を飾っている。
同期の谷澤恵里香とは名前の読みが同じ「えりか」であるが、名前をローマ字表記される際（「イマつぶ」のアカウント名など）には、外岡は「ERICA」、谷澤は「ERIKA」が用いられ区別されている。本人曰く「“C”がこだわり」だと述べている。
同期で同い年の横山ルリカとは付き合いが最も長く、「とんるり」と称されてペアを組み、いくつかの楽曲もリリースしている。
後輩では、長野せりな・野元愛らを可愛がっていて、1期生には敬語を崩さなかった長野が、唯一タメ口を使っていた存在でもある。ほか、メンバーを自身の趣味である、ディズニー関連のアトラクションに誘う事が多い。

#### アイドリング!!!卒業
2015年10月末日、アイドリング!!!の活動終了に伴いグループを卒業した。結成から終了までの9年間在籍し、シングル22枚・アルバム7枚参加などの実績を残している。レギュラー番組『アイドリング!!!』にも同期間1200回以上出演した。アイドリング!!!の歴代メンバーとしては同期の横山ルリカと共に結成から終了まで在籍していた数少ないメンバーである。
- 卒業コメント

「9年間の過去を振り返ると特に、ゼロから創り上げた発足からの1年半に、特別な想いがある」と述べている。それについて、ずっと後悔していた時期があり、「今後も真剣な活動を望むかどうかの姿勢を、あるメンバーに問わねばならず、弱冠の16歳だった当時の自分には、その役割を全う出来なかった」と後悔の念を語った。
グループについて、「最後まで在籍し、9年間守り通した事を自負している。そしてアイドリング!!!からは、9年かけた大きな御土産を貰った。大切な場所ができた事に嬉しく誇りに思う」と感謝の念を述べている。

## 作品

### 映像作品
DVD
- はじまり (2008年5月2日、スクウェア・エニックス)
- Refreshing (2008年9月30日、イーネット・フロンティア)
- トノトノSmile (2009年2月18日、角川エンタテインメント)
- Bathroomから愛をこめて (2010年4月7日、ポニーキャニオン)
- わたしの目はあなただけを見つめる (2014年10月23日、イーネット・フロンティア)
- NEW STYLE (2015年8月25日、ワニブックス)

BD
- Bathroomから愛をこめて (2010年4月7日、ポニーキャニオン)

### 写真集
- ひまわり（2007年11月22日、アスコム）ISBN 978-4776204756
- I am Seventeen（2009年4月17日、スコラマガジン）ISBN 978-4902307078
- TOKYO INCIDENT vol.2（2015年5月27日、ワニブックス）

WEB版
- ワニブックス グラビアコレクション #137（2015年11月1日、ワニブックス）

その他
- PHOTORE Vol.5 外岡えりか（2011年12月10日、東京ニュース通信社）ISBN 978-4863361881

## 出演

### テレビ
レギュラー・特別出演
- アイドリング!!（2006年10月 - 2015年10月、フジテレビワンツーネクスト）
- アイドリング!!!日記 → アイドリング!!! (地上波版)（2007年1月 - 2015年11月、フジテレビ / フジテレビONE）
- BOX TV（2010年9月17日・2010年10月17日・2010年11月16日、PigooHD・エンタ!371）外岡登場回は#1（9月、VTR出演）、#2（10月）、#3（11月）
- ザ・カセットテープ・ミュージック（BS12 トゥエルビ） - 月替わりアシスタントMC（カセットガール）
  - シーズン1（2019年2月 - 2021年9月）
  - 特番期（2022年3月20日）
  - シーズン2（2022年12月）
  - シーズン2.1（2023年12月 - 2024年6月）
  - シーズン2.2（2024年12月）
- バカリズム特番（2020年10月30日、フジテレビONE）

### テレビドラマ
- 愛すべき人（2007年6月、フジテレビ721）
- 鉄道むすめ〜Girls be ambitious!〜（2008年10月、東名阪ネット6） - 主演・銚子電鉄 駅係員 外川つくし 役
- ピラメキーノG ざっくり戦士ピラメキッド 第1話・第2話（2010年4月23日・30日、テレビ東京） - あいあい 役
- 明日の光をつかめ（東海テレビ） - 水島アヤメ 役
  - 明日の光をつかめ
    - 本編（2010年7月5日 - 9月3日）
    - アンコールスペシャル「命の歌声」(2011年6月25日） - 新規撮り下ろし
    - アンコールスペシャル「僕たちの戦い」(2011年7月9日） - 新規撮り下ろし

  - 明日の光をつかめ2（2011年7月4日 - 9月2日）
- マルモのおきて（フジテレビ系） - 尾崎凛花 役
  - 本編（2011年4月24日 - 7月3日）
  - スペシャル（2011年10月9日）
  - スペシャル2014（2014年9月28日）
- 恋なんて贅沢が私に落ちてくるのだろうか?（2012年3月 - 5月、フジテレビTWO） - 宝池紅子 役
- クロヒョウ2 龍が如く 阿修羅編 第四章・第七章（2012年4月29日・5月20日、毎日放送） - エリカ 役
- コドモ警察 第3話（2012年5月1日、TBS） - 加藤ゆり子 役
- アイドルマン（2013年2月18日 - 22日、フジテレビワンツーネクスト） - みったん 役
- 産科医・和泉凛〜生と死のカルテ〜（2014年3月17日、TBS） - 井上沙穂 役
- 烈車戦隊トッキュウジャー 第36駅「夢は100点」（2014年11月16日、テレビ朝日） - 井川さくら 役
- ミステリなふたり 第2話（2015年4月20日、メ〜テレ）
- リテイク 時をかける想い 第3話（2016年12月17日、東海テレビ / フジテレビ系） - 望月ミナ 役
- ラブホの上野さん season2 第3話（2017年10月4日 / 10月25日、FOD / フジテレビ）[59]
- 魔法×戦士 マジマジョピュアーズ! 第5話（2018年4月29日 / 5月8日、テレビ東京 / BSジャパン） - 音羽響子 役
- 郷土の偉人シリーズ第29作『結びの糸・原田 茂 〜洋装への扉を開いた火の国の女〜』（2021年10月31日、テレビ熊本 / ほかFNS九州6局） - 片岡織江 役

バラエティ再現ドラマなど
- 痛快TV スカッとジャパン（2018年7月・9月ほか、フジテレビ系） - 再現ドラマ

### 映画
- あばしり一家 THE MOVIE（2009年11月21日公開、ティーエムシー） - 主演・あばしり菊之助 役
- Re:Play-Girls リプレイガールズ（2010年9月25日公開、アドウェイズピクチャーズ） - 主演・ミチ 役
- コネコノキモチ（2011年5月14日公開、ジョリー・ロジャー） - ミュー 役（友情出演）
- 心が君を、探してる。（2014年6月19日公開、MIRAI） - 主演・美水春香 役
- 原宿デニール（2015年5月16日公開、NBCユニバーサル・エンターテイメントジャパン） - ガールズバー店員 役
- バラシファイト（2023年7月28日公開、Kys STUDIO TOKYO） - 巴川梨沙 役

オリジナルビデオ
- KOWABANA 憑神の館（2015年5月2日発売、楽創社） - 主演・千沙 役

### 舞台
2010年
- I FACTORY『桃色書店へようこそ』 - 主演・わたなべちい 役
  - （2010年4月10日 - 18日、全12回公演、シアターグリーン BIG TREE THEATER)
  - 桃色書店へようこそ！〜再び（2010年6月12日 - 13日、全2回公演、文化学院13階)

2011年
- “STRAYDOG”『ゴジラ』（2011年9月30日 - 10月2日、全6回公演、新宿シアターモリエール） - 主演・やよい 役

2013年
- アポロ5『レプリカ』（2013年6月20日 - 23日、全7回公演、シアターサンモール） - ヒロイン・神崎詩織 役
- MAGES.『LIVING ADV「STEINS;GATE」』（2013年10月12日 - 20日、全13回公演、Zepp Diver City） - ヒロイン・牧瀬紅莉栖 役

2014年
- ボックスコーポレーション『ユキサキ』（2014年4月17日 - 20日、全7回公演、ポケットスクエア 劇場HOPE） - 主演・サキ 役

2015年
- ベニバラ兎団 vol.17『SIX DAYS』（2015年4月25日、シアターサンモール） - ゲスト出演
- amiPro『殺意の衝動 〜なぜ殺すのか？ それが生きてる証明だから〜』（2015年6月3日 - 7日、全労済ホール／スペース・ゼロ）
- 劇団PU-PU-JUICE第23回公演『兵隊日記 ツムグ』（2015年12月17日 - 27日、中目黒キンケロ・シアター）

2016年
- 劇団マツモトカズミ『読モの掟！ 2016』（2016年5月4日 - 8日、新国立劇場 小劇場） - 薫子 役
- SOLID STAR vol.7『明るいお葬式』（2016年6月15日 - 19日、俳優座劇場） - ヒロイン・柏木るんるん 役
- ズッキュン娘第10回本公演『歩いてみやがれ！』（2016年8月10日 - 14日、南大塚ホール） - ヒロミ 役
- 劇団TEAM-ODAC 第22回本公演『MOON&DAY〜うちのタマ知りませんか？〜』（2016年9月7日 - 11日、草月ホール） - 岡本きみえ 役
- タクフェス特別公演『WHAT A WONDERFUL LIFE!』（2016年12月27日 - 29日、東京グローブ座）

2017年
- SOLID STAR vol.10『仁義ある宴会』（2017年7月15日、シアターサンモール） - ゲスト
- 劇団TEAM-ODAC 番外公演『MOON&DAY〜うちのタマ知りませんか？〜人狼を探せ！三丁目のとある一日〜』（2017年4月12日 - 16日、新宿村LIVE） - 岡本きみえ 役
- 江古田のガールズ『パル子の激情』（2017年1月20日 - 22日、本多劇場）
- 水木しげる一周忌追悼 イッツフォーリーズ公演ミュージカル『ゲゲゲの鬼太郎 〜十万億土の祈り唄〜』（2017年3月28日 - 31日、俳優座劇場）
- 劇団た組。第15回目公演
  - 三越版『壁蝨』（2017年8月30日、三越劇場）
  - シアタートラム版『壁蝨』（2017年9月29日 - 10月1日、シアタートラム）
- ラサール石井ミュージカル『HEADS UP!』神奈川本公演（2017年12月14日 - 17日、KAAT 神奈川芸術劇場） - 朝倉まき 役[60]

2018年
- ラサール石井ミュージカル『HEADS UP!』 - 朝倉まき 役
  - 地方公演（2018年1月22日 - 2月16日、富山市 / 上田市 / 大阪市 / 刈谷市）
  - 東京本公演（2018年3月2日 - 12日、TBS赤坂ACTシアター）
- SOLID STAR vol.14『信長の野暮』（2018年7月11日 - 16日、六行会ホール） - 長谷川晴海 役
- 劇団たいしゅう小説家『LDKミディアム2』（2018年9月12日 - 16日、萬劇場）

2019年
- アナログスイッチ 14th situation『バンブー・サマー』（2019年5月15日 - 19日、駅前劇場） - ヒロイン・かぐや姫 役

2020年
- SOLID STAR『MONSTER LIVE シーズン2～今回からモンステって名乗ってもいいですか？～』（2020年2月14日 - 16日、草月ホール）

2021年
- エーディープロジェクト『観劇者』（2021年6月30日 - 7月4日、シアターグリーン BIG TREE THEATRE） - 松下彩夏 役
- D.A.S.P.creation 朗読劇『4月の花嫁』（2021年10月24日、東京ガーデンパレス ホワイトチャペルホール）

2022年
- エーディープロジェクト『観劇者』再演（2022年5月4日 - 8日、シアターグリーン BIG TREE THEATRE） - 松下彩夏 役

2023年
- 東京印 vol.23『あの春の約束を歩き出す君のために2023』（2023年2月8日 - 12日、ポケットスクエア ザ・ポケット） - 桃山さくら 役
- kys STUDIO TOKYO『act over』（2023年6月28日 - 7月2日、シアターグリーン BOX in BOX THEATER） - 伊澤沙織 役

2024年
- タクラボ第3弾 新春ショートショート『THE お年玉』（2024年1月12日 -14日、シアターサンモール）[61]
- ブロードウェイ・バウンズ プレゼンツ Vol.5 リーディングライブ『ドラキュラバー』(2024年5月14日 - 19日、シアターグリーン BOX in BOX THEATER)
- 東京印 vol.26『雨月 UGETSU〜悪魔の証明〜』（2024年7月24日 - 28日、ポケットスクエア ザ・ポケット）[62]
- 朗読劇『杳たる月』（2024年8月11日 - 12日、浅草九劇）[63]

### 配信テレビ・アプリ
- タレント密着24時!（2008年6月13日前編・6月27日後編配信開始、楽天SHOWTIME）
- 外岡えりか プレミアム放送（2014年7月、AmebaStudio）
- きみだけLIVE『たまには、お話しましょう会』秋 (2016年10月13日、mixi) - 元アイドリング!!!企画

### TVCM
- アラックスグループ「あなたのそばに、いつも」篇（2006年11月 - 2007年、チバテレビ）
- 安愚楽共済牧場「高校生活」篇（2007年3月1日 - 終了）
- 日本マクドナルド「コールドデザート、みんな100円!」篇（2007年6月18日 - 2009年）
- SMBCコンシューマーファイナンス「もっと！サービス向上委員会」（2012年7月 - 2014年8月）
- Honda Cars （2014年4月 - ） - 中部エリア

### ラジオ
- アイドリング!!!遠藤舞と外岡えりかと長野せりなのオールナイトニッポンモバイル（2010年2月24日・3月3日・10日、ニッポン放送）

### ゲームソフト
- PSP「クロヒョウ2 龍が如く 阿修羅編」（2012年3月22日、セガ）

## 書籍
（掲載）
- ザ・カセットテープ・ミュージックの本 ～つい誰かにしゃべりたくなる80年代名曲のコードとかメロディの話～（2020年10月10日、リットーミュージック）ISBN 978-4845635467

### ムック
- B.L.T.U-17 Vol.3 Sizzleful Girl 2007 summer（2007年8月6日、東京ニュース通信社）ISBN 978-4924566767
- B.L.T. vivid 2（2008年3月21日、東京ニュース通信社）ISBN 978-4863360006
- 外岡えりか私の好きなシュシュと髪飾り（2009年7月29日、日之出出版）ISBN 978-4891987947
- memew別冊AQUA★12 Vol.3（2009年7月31日、近代映画社）ISBN 978-4764871557
- 女の子を撮ろう! よくわかるポートレートレッスン（2010年5月19日、玄光社）ISBN 978-4-768303092

### 雑誌
- 週刊ヤングサンデー・YS乙女学院 （小学館）

表紙
- ヤングガンガン（2007年9月・2008年1月・5月、スクウェア・エニックス）
- ファミ通（2007年11月、エンターブレイン）
- memew（2007年11月、近代映画社）
- 週刊ヤングサンデー（2008年5月、小学館）
- PCfan（2009年7月、毎日コミュニケーションズ）
- AQUA☆12（2009年、近代映画社）
- 週刊アスキー 増刊（2010年6月30日、アスキー・メディアワークス）
- 週刊アスキー（2011年3月8日・6月28日・2012年2月21日、アスキー・メディアワークス）
- MAMOR（2012年3月、扶桑社）
- アームズマガジン（2012年10月、ホビージャパン）
- バスグラフィック（2012年10月、ネコ・パブリッシング）

### トレーディングカード
- 外岡えりか オフィシャルカードコレクション【ERICA】（2007年12月22日、さくら堂）
- PREMIUM COLLECTION CARD 外岡えりか（2008年6月25日、PROJECT ASA）
- ヒッツ!リミテッド「外岡えりか」（2011年6月18日、ムービック）

### カレンダー
出版社トライエックス
- 外岡えりか 2008年度カレンダー（2007年10月10日）
- 外岡えりか 2009年度カレンダー（2008年9月20日）
- 外岡えりか 2010年度カレンダー（2009年10月10日）
- 外岡えりか 2011年度カレンダー（2010年10月9日）[64]
- 外岡えりか 2012年度カレンダー（2011年10月8日）[65]
- 外岡えりか 2013年度カレンダー（2012年10月17日）[66]
- 外岡えりか 2014年度カレンダー（2013年10月16日）
- 外岡えりか 2015年度カレンダー（2014年10月4日）[67]
- 外岡えりか 2016年度カレンダー（2015年10月17日）[43]
- 外岡えりか 2017年度カレンダー（2016年10月29日）[68]
- 外岡えりか 2018年度カレンダー（2017年10月21日）[69]
- 外岡えりか 2019年度カレンダー（2018年10月27日）[70]
- 外岡えりか 2020年度カレンダー（2019年10月19日）[71]
- 外岡えりか 2021年度カレンダー（2020年10月17日）[72]
- 外岡えりか 2022年度カレンダー（2021年10月30日）[73]
- 外岡えりか 2023年度カレンダー（2022年10月22日）
- 外岡えりか 2024年度カレンダー（2023年10月28日）
- 外岡えりか 2025年度カレンダー（2024年10月26日）